# Jean Diederich
Jean "Bim" Diederich (Esch-sur-Alzette, 20 februari 1922 – Luxemburg, 6 december 2012) was een Luxemburgs voormalig professioneel wielrenner en veldrijder. Jean Diederich dankt zijn bijnaam (Bim) nog van voor zijn wielercarrière: als 16-jarige jongen werkte hij in een apotheek. Hier verkocht hij het potentiemiddel Yohimbine, kortweg "Joe Bim" genoemd. Jean Diederich heeft als tweede bijnaam "Duc de Grammont", wat verwijst naar een ontsnapping van hem tijdens een wedstrijd over de Muur van Geraardsbergen (in het Frans: "Mur de Grammont"), waarbij hij zijn drie mede-ontsnappers uit het wiel loste.
Bim Diederich was in zijn tijd een van de grootste Luxemburgse wielrenners, al wist hij nooit het nationale kampioenschap op zijn naam te schrijven. Diederich is de schoonvader van oud-wielrenner Lucien Didier en de grootvader van Luciens zoon, Laurent Didier, die anno 2010 bij Team Saxo Bank in de UCI ProTour rijdt.
In 1945 liet Diederich voor het eerst van zich horen in de professionele wereld, toen hij als amateur de tweede plaats behaalde in de Ronde van Luxemburg, achter Jean Goldschmit. Ook het jaar erop werd hij tweede. In 1947 werd hij tweede in het nationale kampioenschap cyclocross voor elite, werd hij tweede in de Ronde van Luxemburg en sloot hij zijn eerste grote ronde, de Ronde van Frankrijk, af met een vijftiende plaats. In 1949 won hij de Ronde van Luxemburg, werd nogmaals 15e in de Tour, tweede in het Luxemburgse kampioenschap op de weg voor elite en won een wedstrijd in Athus (België).
In 1950 won Diederich geen grote wedstrijden, maar behaalde hij wel goede resultaten. Hij werd derde in de Critérium du Dauphiné Libéré, behaalde nogmaals een tweede plaats in het Luxemburgs kampioenschap, tweede in de Ronde van Luxemburg en 18e in de Ronde van Frankrijk. In 1951 behaalde hij zijn beste Tour-resultaat uit zijn carrière, hij werd 12e en won de 2e etappe. Hij reed dat jaar drie dagen in de gele trui. Daarnaast werd hij tweede in de Ronde van Luxemburg en derde in het nationale kampioenschap. In 1952 won hij de vijfde Touretappe maar reed de ronde niet meer uit. In 1953 werd hij derde op het nationale kampioenschap. Zijn laatste wedstrijd was de Ronde van Luxemburg in 1954, die hij afsloot met een 11e plaats.

## Overwinningen
1947
- 6e etappe Ronde van Luxemburg

1948
- 5e etappe, deel B Ronde van Nederland

1949
- 2e etappe Ronde van Luxemburg
- Eindklassement Ronde van Luxemburg
- Criterium van Athus

## Resultaten in voornaamste wedstrijden
| Jaar | Ronde van Italië | Ronde van Frankrijk | Ronde van Spanje |
| ---- | ---------------- | ------------------- | ---------------- |
| 1947 |                  | 15e                 |                  |
| 1949 |                  | 15e                 |                  |
| 1950 |                  | 18e (1)             |                  |
| 1951 |                  | 12e (1)             |                  |
| 1952 |                  | opgave (1)          |                  |
| 1953 |                  | opgave              |                  |

| Jaar | Gent-Wevelgem | Luik-Bast.‑Luik | Parijs-Tours |  | WK op de weg |
| ---- | ------------- | --------------- | ------------ |  | ------------ |
| 1947 | 34e           | 14e             |              |  | 6e           |
| 1949 |               |                 |              |  | 7e           |
| 1950 |               |                 | 12e          |  |              |
| 1951 |               |                 |              |  | 11e          |
| 1952 |               |                 |              |  |              |
| 1953 |               |                 |              |  |              |

- Gemeinsame Normdatei: 13579370X
- International Standard Name Identifier: 0000 0000 5768 1418
- Virtual International Authority File: 80251572
- WorldCat: E39PBJvMwRtbrjtpgB4pckF3Qq